# Aleksandr Muchin
Aleksandr Olegovič Muchin (in russo Александр Олегович Мухин?; Serpuchov, 29 aprile 2002) è un calciatore russo, difensore del Rostov.

## Carriera

### Club
Cresciuto calcisticamente nelle giovanili della Lokomotiv Mosca (con il quale gioca anche una partita nella UEFA Youth League), nel 2020 viene aggregato alla rosa del Kazanka Mosca, società satellite della Lokomotiv militante in terza divisione. Dopo aver totalizzato 9 presenze e una rete, il 29 gennaio 2021 viene ceduto al Rostov in massima serie. Debutta in prima squadra il 27 ottobre successivo, nell'incontro della Coppa di Russia perso per 2-0 contro la Torpedo Mosca; il 14 marzo 2022, invece, debutta in campionato, giocando l'incontro di Prem'er-Liga vinto per 1-2 sul campo del Rubin.

### Nazionale
Ha rappresentato le nazionali giovanili russe, dall'Under-15 all'Under-18.

## Statistiche

### Presenze e reti nei club
Statistiche aggiornate al 14 maggio 2022.
| Stagione        | Squadra         | Campionato      | Campionato | Campionato | Coppe nazionali | Coppe nazionali | Coppe nazionali | Coppe continentali | Coppe continentali | Coppe continentali | Altre coppe | Altre coppe | Altre coppe | Totale | Totale |
| Stagione        | Squadra         | Comp            | Pres       | Reti       | Comp            | Pres            | Reti            | Comp               | Pres               | Reti               | Comp        | Pres        | Reti        | Pres   | Reti   |
| --------------- | --------------- | --------------- | ---------- | ---------- | --------------- | --------------- | --------------- | ------------------ | ------------------ | ------------------ | ----------- | ----------- | ----------- | ------ | ------ |
| 2020-gen. 2021  | Kazanka Mosca   | 2D              | 9          | 1          |                 | -               | -               |                    | -                  | -                  |             | -           | -           | 9      | 1      |
| gen.-giu. 2021  | Rostov          | PL              | 0          | 0          | CR              | 0               | 0               |                    | -                  | -                  |             | -           | -           | 0      | 0      |
| 2021-2022       | Rostov          | PL              | 4          | 0          | CR              | 1               | 0               |                    | -                  | -                  |             | -           | -           | 5      | 0      |
| Totale carriera | Totale carriera | Totale carriera | 13         | 1          |                 | 1               | 0               |                    | -                  | -                  |             | -           | -           | 14     | 1      |